# The Bespoke Overcoat
Pour plus de détails, voir Fiche technique et Distribution.
The Bespoke Overcoat est un court métrage britannique réalisé par Jack Clayton et sorti en 1956.
Il a remporté l'Oscar du meilleur court métrage en prises de vues réelles en 1957.

## Synopsis
Le film est basé sur l'histoire de la nouvelle Le Manteau (The Overcoat) de Nicolas Gogol.

## Fiche technique
- Titre original : The Bespoke Overcoat
- Scénario : d'après la nouvelle Le Manteau de Nicolas Gogol
- Production : Romulus films
- Musique : Georges Auric
- Image : Wolfgang Suschitzky
- Montage : Stan Hawkes
- Couleur : noir et blanc
- Durée : 33 minutes[réf. nécessaire]
- Date de sortie : 7 octobre 1956

## Distribution
- Alfie Bass : Fender
- David Kossoff : Morrie
- Alan Tilvern : Ranting
- Alf Dean : Gravedigger

## Critiques
Pauline Kael le considère comme l'un des meilleurs courts métrages jamais réalisés.

## Distinctions
- Remporte l'Oscar du meilleur court métrage en prises de vues réelles en 1957
- Alfie Bass prix spécial lors des British Academy Film Award du meilleur acteur pour le rôle de Fender